# NGC 7184
NGC 7184 est une très vaste galaxie spirale barrée située dans la constellation du Verseau. Sa vitesse par rapport au fond diffus cosmologique est de 2 310 ± 22 km/s, ce qui correspond à une distance de Hubble de 34,1 ± 2,4 Mpc (∼111 millions d'al). NGC 7184 a été découverte par l'astronome germano-britannique William Herschel en 1783.
La classe de luminosité de NGC 7184 est III et elle présente une large raie HI. Selon la base de données Simbad, NGC 7184 est une galaxie candidate au titre de galaxie active. 
À ce jour, 25 mesures non basées sur le décalage vers le rouge (redshift) donnent une distance de 30,464 ± 6,911 Mpc (∼99,4 millions d'al), ce qui est à l'intérieur des valeurs de la distance de Hubble.

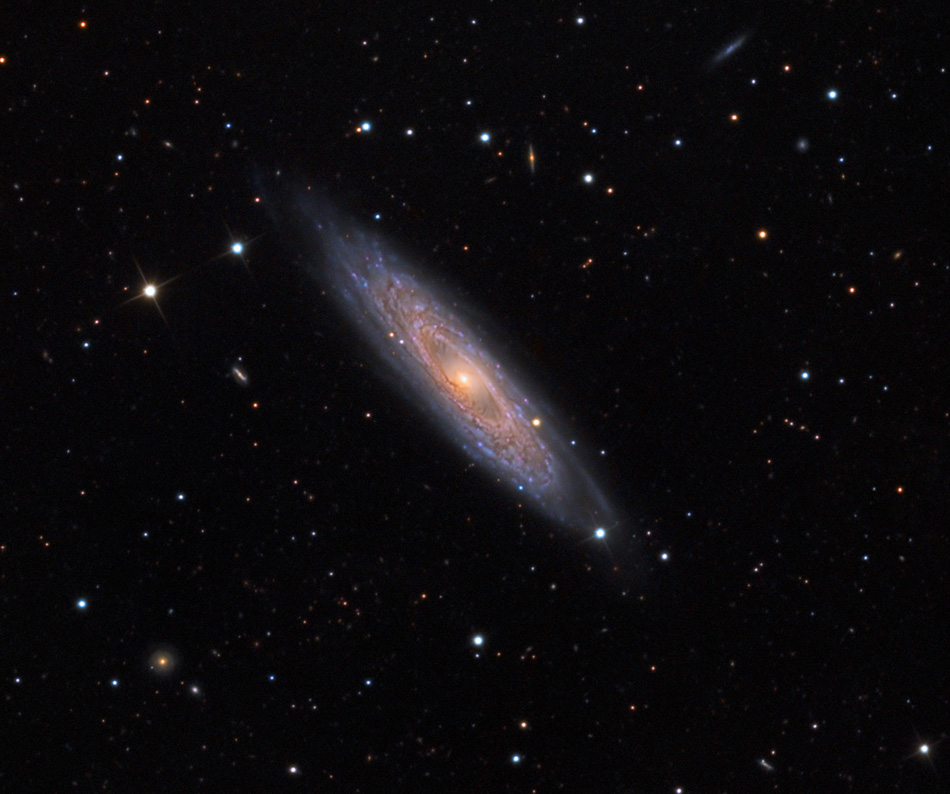
NGC 7184 par Adam Block (Observatoire du mont Lemmon/Université de l'Arizona).

## Morphologie
NGC 7184 a été utilisé par Gérard de Vaucouleurs comme une galaxie de type morphologique SB(r)b dans son atlas des galaxies,.
Eskridge, Frogel et Pogge ont publié un article en 2002 décrivant la morphologie de 205 galaxies spirales rapprochées. Les observations ont été réalisées dans la bande H de l'infrarouge et dans la bande B (le bleu). Selon Eskridge et ses collègues, NGC 7184 est une galaxie spirale de type S(r)a? dans la bande B et de type SB(r)a dans la bande H. Le noyau de cette galaxie est un point brillant. Le bulbe de NGC 7184 est elliptique et son grand axe est aligné avec celui du disque. La barre semble orientée perpendiculairement au bulbe, mais sa forte inclinaison rend cela incertain. À mesure que les isophotes du bulbe deviennent plus circulaires, ils se connectent en un anneau brillant et ils forment des bras spiraux fortement enroulés et passablement lisses. Les isophotes commencent sur les côtés sud-est et nord-ouest du bulbe et ils se déploient vers les nord-est et le sud-ouest respectivement. Les structures des bras s'étendent en dehors de l'anneau avec une plus faible luminosité de surface. 

## Supernova
La supernova SN 1984N a été découverte dans NGC 7184 le 20 juillet 1984 par l'astronome amateur australien Robert Evans. D'une magnitude apparente de 14 au moment de sa découverte, elle était de type I. On pensait initialement qu’il s’agissait d’une étoile variable située dans notre galaxie, mais une étude ultérieure de l’objet a révélé qu’il s’agissait bien d’une supernova.